# Bogi Løkin
Bogi Løkin, nogometni reprezentativac Farskih Otoka koji igra u NSÍ Runavíku. Za sada je postigao jedan gol za reprezentaciju 11. listopada 2008., u remiju s Austrijom u kvalifikacijama za Svjetsko prvenstvo 2010. 